# Ministerium für Verteidigung und Logistik der Streitkräfte im Iran
Das Ministerium für Verteidigung und Logistik der Streitkräfte im Iran (englisch: Ministry of Defence and Armed Forces Logistics (MODAFL); persisch: وزارت دفاع و پشتیبانی پشتیبانی نیروهای دفاع) ist das 1989 wiedererrichtete Verteidigungsministerium der Islamischen Republik Iran.
Das Ministerium ist für die Planung, Logistik und Finanzierung der Streitkräfte der Islamischen Republik Iran zuständig, während der Generalstab, eine eigenständige Institution unter dem Kommando des Obersten Führers des Iran, die Kontrolle über die Streitkräfte hat. Das Ministerium gilt aufgrund seiner Tätigkeit im In- und Ausland als eines der drei „souveränen“ Ministerien des Iran.